# Пионерский галстук

Способ завязывания пионерского галстука — пара последовательно завязанных полуузлов — прямой узел

Пионе́рский га́лстук — шейная косынка красного цвета, которую завязывают прямым узлом. Символ принадлежности к пионерской организации, символическая частица знамени пионерской организации. Три угла пионерского галстука символизируют нерушимую связь трёх поколений: коммунистов, комсомольцев, пионеров.

## История

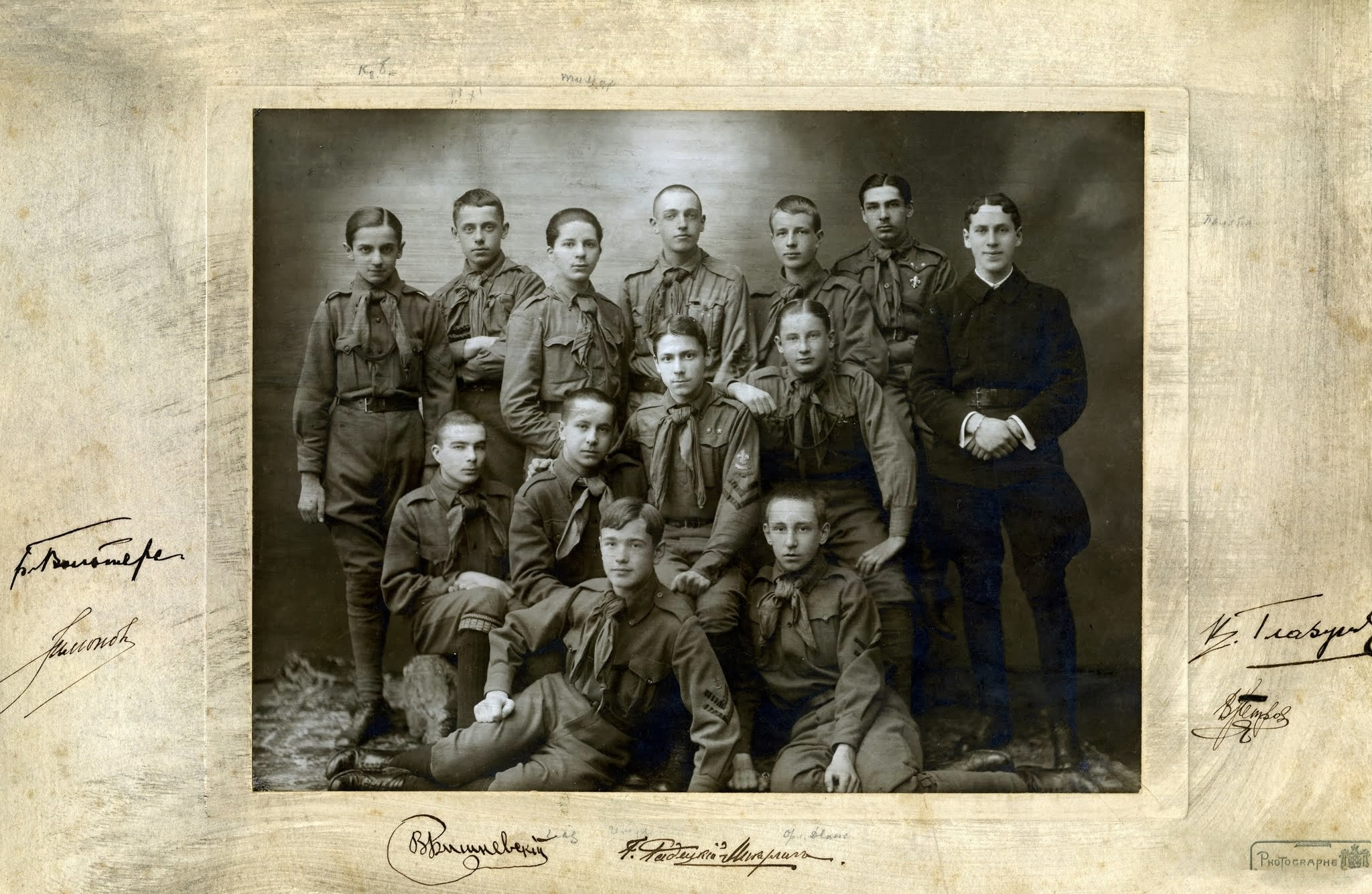
Царскосельский скаутский отряд, 1917 год.
На галстуках отсутствуют зажимы, завязаны узлом, как позднее пионерские галстуки

За время своего существования пионерский галстук претерпел ряд изменений.
Вначале галстук не завязывали, а скрепляли особым зажимом, на котором была изображена пионерская символика — костёр на фоне серпа и молота, окружённый девизом «Всегда готов!». Изображение пяти поленьев костра и трёх языков его пламени символизировало 5 континентов и Коммунистический интернационал, который должен был зажечь пламя революции на этих континентах.
Пару концов галстука вдевали в проём зажима сверху при раскрытом его фиксаторе, который отклоняли нажатием большого пальца. Придерживая одной рукой концы галстука, другой рукой зажим подтягивали вверх до уровня шеи и, отпустив фиксатор, закрепляли концы галстука.
В связи со сложностью изготовления зажимы не получили по-настоящему массового распространения и пионерские галстуки уже с момента зарождения в большинстве случаев завязывали прямым узлом.
Прямой узел прост и скор в исполнении, дети довольно легко приучались к тому, что нужно делать 2 полуузла так, чтобы правый конец галстука всегда заводился сверху левого (или наоборот).
Пионерские галстуки выпускали различных оттенков красного цвета и из различных тканей. Наиболее массовым был выпуск галстуков красно-оранжевого цвета из ацетатного шёлка. В расправленном состоянии он представляет собой равнобедренный треугольник с основанием 100 см и высотой 30 см (боковые стороны приблизительно 58 см). Стоил такой галстук 55 копеек. Массовую модель выпускали методом горячей обрезки, которая начинала распускаться по краям через несколько лет ношения. Отстроченные по краям галстуки было сложно купить, отличались они чуть более тёмным, чем алый, цветом, ближе к красному. Выпускались галстуки с изображением пяти поленьев костра и трёх языков его пламени, которые символизировали пять континентов и III Интернационал, который должен был зажечь пламя революции во всём мире.

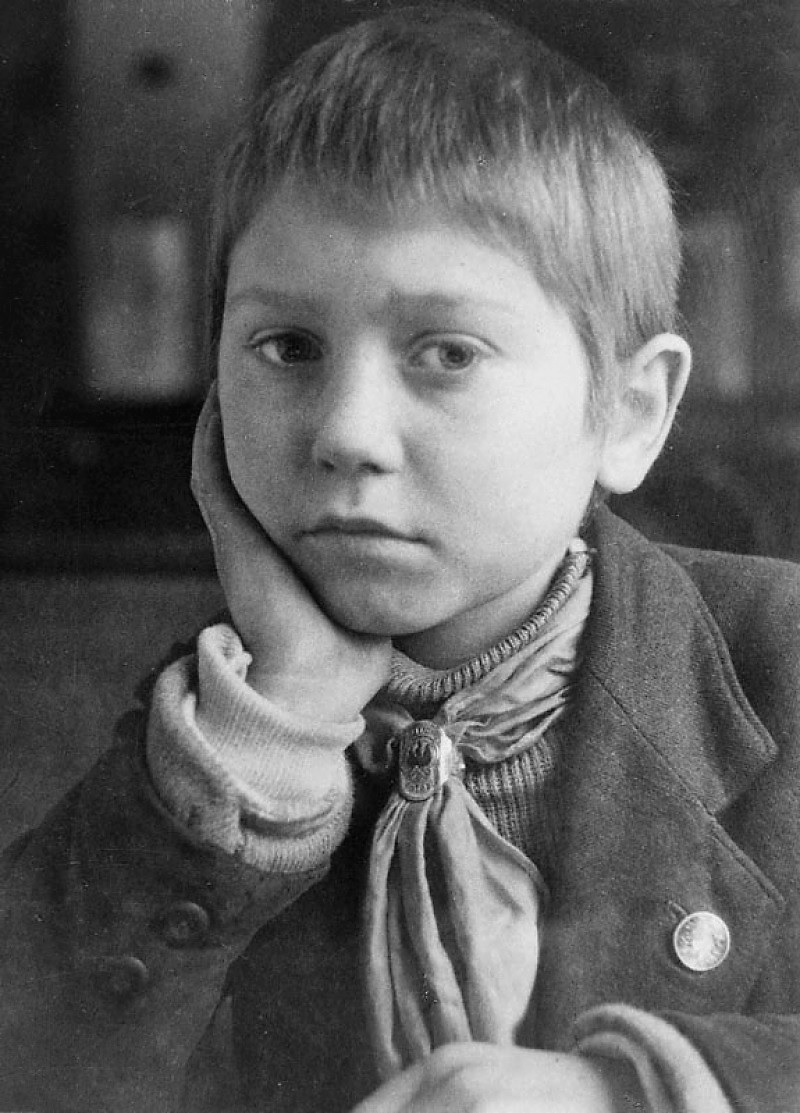
Витя Смирнов,
советский пионер 12 лет в блокадном Ленинграде 1942 года

Был период, когда председатели совета дружин носили красные галстуки с жёлтой каймой.

### История зажима для галстука
Некоторое время зажим для галстука с пионерской символикой сосуществовал с пионерским значком. В дальнейшем, в связи с совершенствованием пионерской символики и в связи с бо́льшим распространением пионерского значка, зажимы для галстуков были вытеснены как дублирующий элемент пионерской атрибутики.
Этому способствовал и психологический момент, в конце 1930-х годов воображение некоторых лидеров комсомола усмотрело в символике зажима для галстука одновременно нацистскую свастику, профиль Троцкого и букву «З», означавшую, по их мнению, фамилию «врага народа» Зиновьева. Из-за этих слухов в школах и пионерских лагерях начались массовые отказы надевать пионерский галстук и зажимы к ним. В связи с этим было произведено специальное расследование ЦК и НКВД, которое ничего подобного не обнаружило и осудило вредные слухи. Так, в советском предвоенном кинофильме «Тимур и его команда» (1940) можно видеть на пионерах одновременно использование пионерского галстука с зажимом или узлом, причём сначала узел был как на мужских галстуках. Окончательно зажимы для галстуков ушли в прошлое с начала 1960-х годов.

## Пионерский галстук в искусстве
- Пионерскому галстуку посвящено множество литературных произведений. Одно из самых известных[1] — стихотворение Степана Щипачёва «Пионерский галстук»[5].
- Пьеса 1947 года «Красный галстук» драматурга Сергея Михалкова.
- Фильм 1948 года «Красный галстук» режиссёров Владимира Сухобокова и Марии Сауц.

## Интересные факты
- Юные пионеры Германской Демократической Республики носили пионерский галстук синего цвета
- Пионеры Демократической Республики Афганистан носили галстук с трёхцветной каймой (цвета национального флага: чёрный, красный, зелёный)
- Пионеры из Белоруссии носят двухцветный галстук (цвета национального флага: красный, зелёный)[6]
- Галстук во времена СССР носили не только в школе, но и в пионерском лагере. При закрытии смен был распространён детский обычай писать на галстуках шариковой ручкой почтовые адреса и прочие пожелания своим товарищам (эта традиция осталась и теперь, только расписывают футболки или рюкзаки). В школу такой галстук уже не надевали, покупали вместо него новый[1]

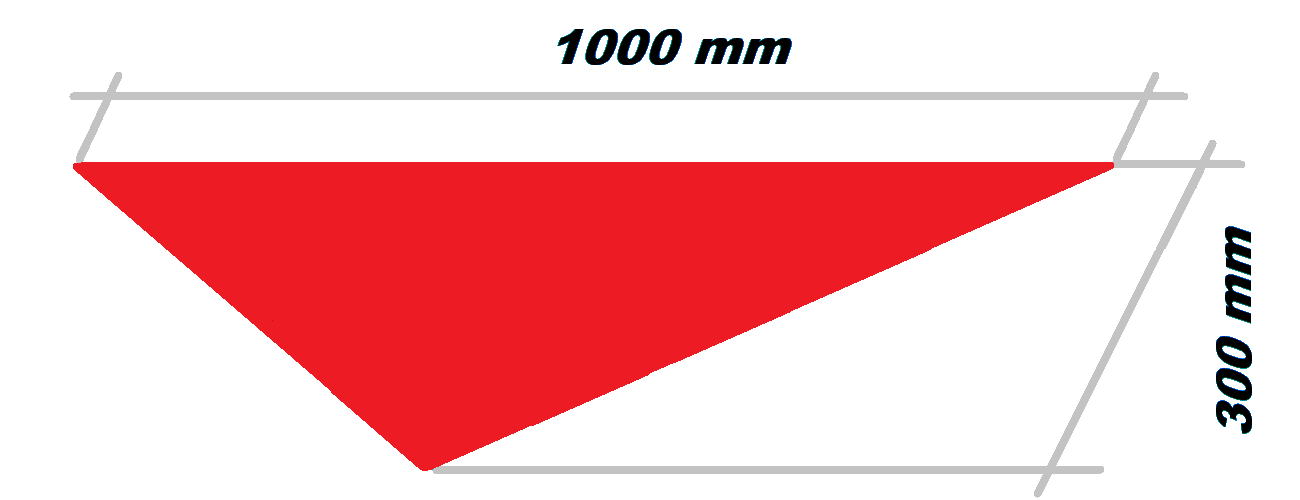
Пионерский галстук СССР, цвет — красный. По-прежнему является основным цветом у пионеров России и бывших союзных республик
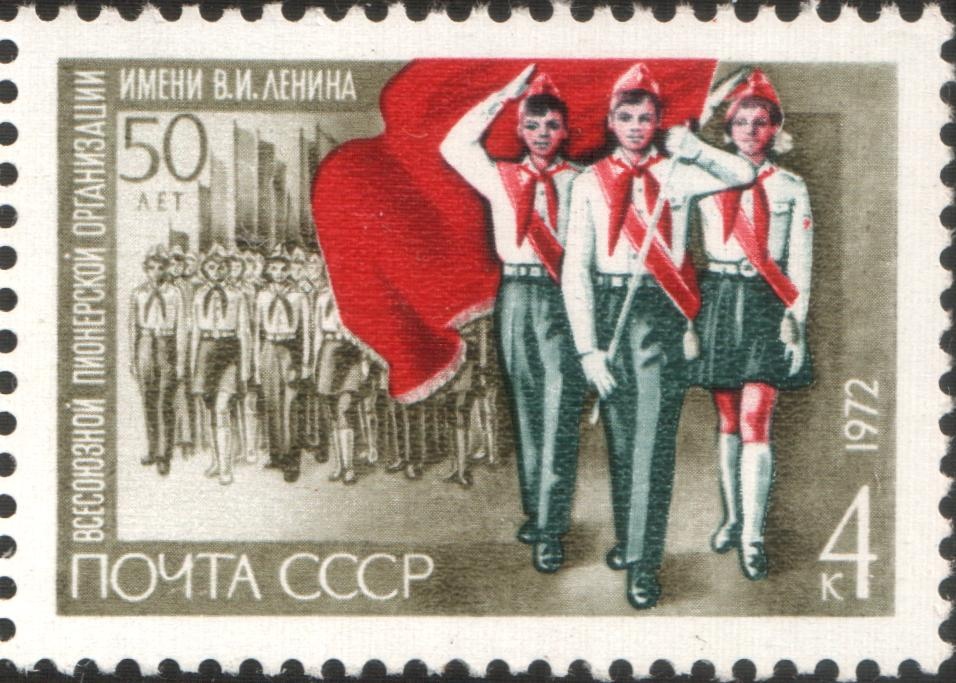
Пионеры СССР в галстуках в 1972 году
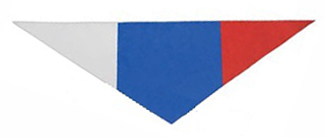
Галстук-триколор в редких случаях используют на мероприятиях партии «Единая Россия» и вожатыми детских лагерей в РФ
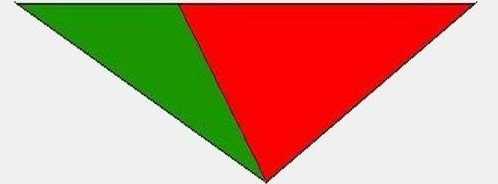
Пионерский галстук Белоруссии
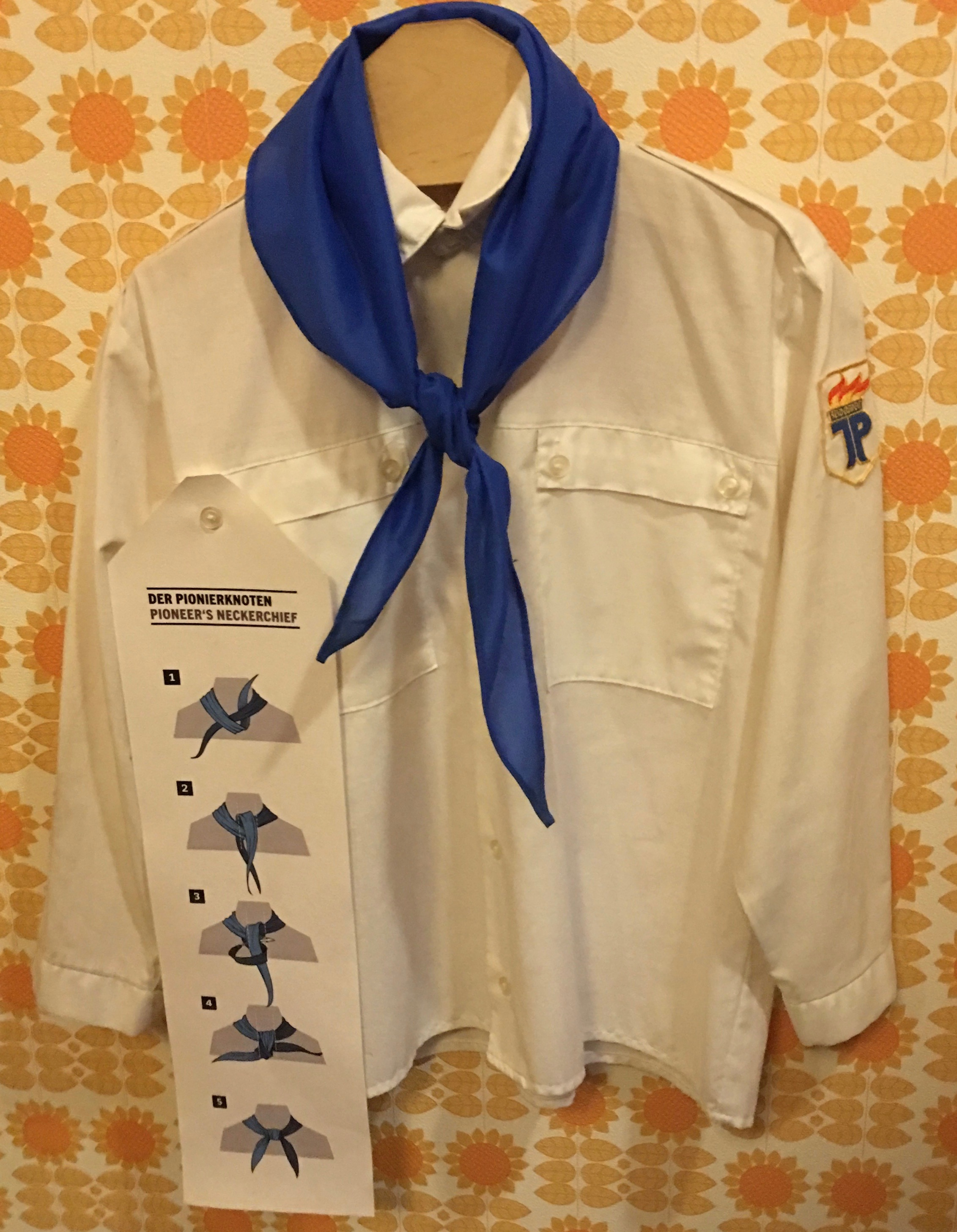
Синий галстук пионеров ГДР со способом завязывания
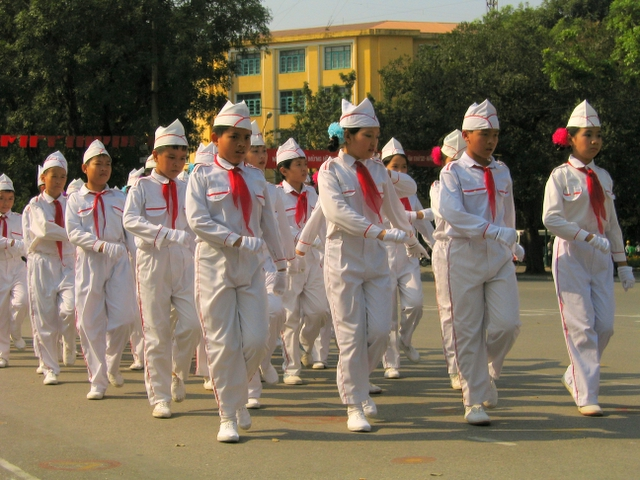
Пионеры Вьетнама в галстуках и пилотках на XXII спортивных Играх Юго-Восточной Азии (2003)

## Отличия пионерского галстука от скаутского
- Пионерский галстук имеет форму треугольника (скаутский галстук имеет форму квадрата)
- Пионерский галстук может быть лишь единого красного цвета, единообразен, интернационален (скаутский галстук может быть разных цветов, имеет окантовку цвета роты, единство в многообразии, национален)
- Пионерский галстук не имеет скрытого угла и его не скручивают (скаутский галстук складывают пополам по диагонали так, чтобы четвёртый угол был скрыт, скручивают в жгут)